# Vampiro: la mascarada
Vampiro: la Mascarada (en inglés: Vampire: The Masquerade) es un juego de rol creado por Mark Rein-Hagen y es el primer juego de rol de la compañía White Wolf Game Studio. El juego versa sobre la existencia de vampiros en la Edad Contemporánea, en un mundo gótico-punk parecido al nuestro pero más oscuro, y fue el primero de un conjunto de juegos que describen las diferentes criaturas sobrenaturales del mundo y que recibe el nombre de Mundo de Tinieblas.
El subtítulo del juego: La Mascarada hace referencia a la principal de las 6 leyes de la secta de vampiros conocida como la Camarilla, cuyo principal fin es esconder su existencia a los humanos y a cualquier otro que no sea vampiro.
Existen bastantes productos asociados basados en el juego de rol, incluyendo dados, cartas coleccionables (Vampire: The Eternal Struggle (1994)), videojuegos (Vampire: The Masquerade – Redemption (2000) y Vampire: The Masquerade – Bloodlines (2004)) y numerosas novelas. En 1996, una serie de televisión de 8 episodios basada en el juego titulada Kindred: The Embraced, fue producida por Aaron Spelling para la Fox Broadcasting Company.
En 1992 Vampiro: la Mascarada ganó el premio Origins al Mejor Conjunto de Reglas de Rol de 1991. Dado el éxito del original se amplió el Mundo de Tinieblas con otros juegos basados en diferentes seres sobrenaturales como Hombre lobo: el Apocalipsis y Mago: la Ascensión. White Wolf cosechó un importante éxito de ventas durante los años 1990 y mantuvo un buen estatus durante muchos años.
En el año 2004 la empresa reelaborando gran parte del trasfondo y creando un nuevo universo publicó Vampiro: el Requiem situado en un Nuevo Mundo de Tinieblas, y posteriormente como Chronicles of Darkness cuyas cuotas de popularidad no se acercaron al éxito del juego original y del que apenas se han traducido libros al español.
En el 2011, los antiguos empleados de White Wolf deciden lanzar al mercado una revisión del juego para celebrar el 20 aniversario, creando un manual corregido y revisado que además reúne en sus más de 500 páginas cerca de 20 antiguos libros de líneas de sangre, ambientación, etc. En España, Nosolorol Ediciones y Biblioteca Oscura se hacen con los derechos de publicación, y tras un exitoso micromecenazgo que finaliza en junio de 2014, se lanza al mercado.
En el año 2018 se lanza la 5.ª edición del juego,de la mano de Kenneth Hite, traducido al español por Biblioteca Oscura y comercializado por NoSoloRol, trae con una revisión total de reglas, en un tomo de casi 400 páginas a todo color.

## Universo del juego

### Ambientación
Vampiro: la mascarada desarrolla el mundo de ficción conocido como Mundo de Tinieblas, inspirado en novelas como Crónicas vampíricas (de Anne Rice) Drácula (de Bram Stoker) o Crónicas necrománticas (de Brian Lumley), por nombrar solo algunas. El autor del juego, Mark Rein-Hagen, creó un juego de rol que rompía con la mayoría de los estilos comunes dentro del género. En él, los jugadores experimentan la vida de un ser sobrenatural en un mundo dominado por el mal y en el que los humanos desconocen la realidad. El juego trata sobre el conflicto personal que supone intentar retener la propia humanidad cuando el personaje ha sido convertido en un ser depredador de seres humanos. Además los jugadores deben sobrevivir a las incesantes luchas de poder de los antiguos y más poderosos vampiros y las numerosas intrigas entre los clanes vampíricos.

### Los Vástagos
Vástago es el nombre que los vampiros se dan a sí mismos, al igual que Cainita, este debido a que se consideran descendientes de Caín. Esta descendencia hace que se forme una distinción en generaciones.  La creación de un nuevo vampiro se realiza mediante el acto que el juego denomina “abrazo”, consistente en vaciar de sangre a una persona, y darle luego vitae vampírica aunque sea en pequeña cantidad. La persona se volverá un vástago en cuestión de un par de minutos, aunque el proceso puede volverse realmente lento en vampiros de la 14.ª y 15.ª, llegando a tomar casi todo un día.
El nuevo vástago será del mismo clan que su sire, a menos que sea de una generación tan avanzada y casi nula del vitae vampírico original, que se vuelva un Caitiff. También será de una generación superior a su sire. De esta forma un vástago de 10.ª generación tendrá un chiquillo de 11.ª.
Todos los vampiros son diferentes entre sí, aunque hay características que son pasadas del sire al Chiquillo en el momento del abrazo, al igual que unos sentidos agudizados y una mayor capacidad física. Estas características provienen del clan del Sire (ver más abajo). Estas se diluyen con el paso de las generaciones hasta el punto de que el chiquillo no es superior a un humano, con las debidas restricciones propias de los vampiros. Este punto suele suceder en la 14° o 15° generación, que normalmente no pueden abrazar a otros humanos; se cree que incluso llegando a soportar la luz del sol. Por otro lado los de menor generación tienen más poder, en especial los de 7° o inferior. La generación de un chiquillo es un paso mayor que la de su sire, aunque existe una forma de mejorarla, la “diablerie”, que consiste en consumir la sangre de otro vástago de una forma total. Usualmente es una forma de castigo supremo que solo puede ser impuesto a partir de una orden de  Caza de sangre liberada por el príncipe de una ciudad, y solo podrá ser realizada por el Sire del chiquillo. Sin embargo, en la confusión, muchos jóvenes vástagos suelen aprovechar para cometer Diablerie. Si el criminal era especialmente detestable, el príncipe suele mirar hacia otro lado.
Para lograr la diablerie, un vampiro debe beber hasta la última gota de la sangre de otro vampiro, y luego seguir sorbiendo para "chupar" el alma de la víctima. El esfuerzo de este acto es monumental, ya que el espíritu de los vástagos es tenaz y se aferra como puede a la No-Vida, esperando poder regenerar su cuerpo y despertar una vez más.
Robando la vida a un vampiro más cercano a Caín (de una generación inferior a la propia) el vástago puede enriquecer de forma permanente su propia sangre.
Otra característica que todos comparten es su perdición, pues todos son afectados por la “Bestia Interior” o sea la parte animal del vástago, que acosa continuamente a los vampiros, y los domina en momentos de hambre, ira o miedo. Es común que los vampiros que pierden su humanidad, pero tampoco se adhieren a ningún otro tipo de moral, como lo hacen muchos vampiros, caigan completamente bajo el control de la Bestia. Alguien en esta situación se comporta como un animal, solo se preocupa de comer, dormir y cuidar su territorio. Algunos vampiros intentan controlar la Bestia, negando su existencia como simples depredadores, manteniendo su humanidad, aunque algunos la aceptan y adoptan como una forma de vida, perdiendo su capacidad de mezclarse entre los humanos y mantener su conciencia.
Los vampiros más poderosos usan ghouls, que son humanos a los que se les ha dado vitae sin vaciarle la sangre, para ocuparse de las cosas que no quieren, o no pueden hacer ellos mismos, como por ejemplo la gestión de sus asuntos en el mundo mortal durante las horas de luz.
Gracias a la sangre que recibe el ghoul tiene una fuerza y resistencia superior y no envejecerá mientras su cuerpo contenga vitae. A medida que continúe bebiendo sangre de su maestro (llamado Domitor) se volverá más leal a él, llegando a adorarle y a amarlo. Si el ghoul no recibe sangre periódicamente, perderá la fuerza que la vitae le dio, y seguirá envejeciendo, lo cual pasa especialmente rápido en ghouls que han excedido el límite de una vida humana común. Además la lealtad del ghoul a su domitor se debilita sin la vitae, y es probable que se deforme en sentimientos negativos, aunque no desaparecerá a menos que el domitor muera o lleve grandes periodos de tiempo sin ver a su ghoul. Dependiendo del ghoul, este tiempo puede variar entre varios meses y más de un año.
Poseen varias debilidades, pero estas son diferentes a como se las muestra en las novelas y películas. Una estaca en el corazón no los mata, sólo los paraliza. Ocurre igualmente con el agua bendita, cruces u otros símbolos religiosos, sean o no cristianos, salvo que fueran esgrimidos por alguien con auténtica fe en esa creencia. Las demás cosas, como el ajo, no poseen ningún efecto.

### Los Clanes
Los vástagos se distinguen en 13 clanes establecidos que se transmiten de un sire a su chiquillo y que empezaron en los vampiros de 3.ª generación, los llamados antediluvianos.
Cada vástago fue abrazado por un sire de acuerdo a las características del clan de su Sire, de esta forma una persona rebelde y pendenciera jamás sería abrazada por un vampiro del aristocrático clan Ventrue, sino por un Brujah, ni un ejecutivo rico y delicado sería abrazado por uno de estos, sino por un Ventrue. De todas formas esto no es algo tan estricto, normalmente eligiéndose a alguien de acuerdo al vampiro.
Algunos carecen de clan, son los llamados Caitiff
Lista de clanes (por secta):
Camarilla:
- Brujah
- Gangrel
- Malkavian
- Nosferatu
- Toreador
- Tremere
- Ventrue

Sabbat:
- Lasombra
- Tzimisce

Clanes independientes:
- Assamita
- Giovanni
- Seguidores de Set
- Ravnos

Clanes extintos:
- Capadocio
- Salubri

También hay líneas de sangre menores, cuyos miembros no descienden directamente de un Antediluviano sino que en algún momento de su historia se separaron del núcleo principal de un clan, como las Hijas de la Cacofonía, los Samedi, o los Kiasyd, clanes que han caído en desgracia, perdiendo gran parte del poder que ostentaban en el pasado, se han convertido en líneas de sangre, como el clan Salubri. También se encuentran entre ellas algunas creaciones de los Tremere como las Gárgolas, los Antitribu del Sabbat y algunas realmente extrañas como los misteriosos Nagaraja que devoran la carne de sus víctimas además de beber su sangre.
Líneas de Sangre del Sabbat:
- Assamita antitribu
- Brujah antitribu
- Gangrel antitribu
- Malkavian antitribu
- Nosferatu antitribu
- Ravnos antitribu
- Salubri antitribu
- Toreador antitribu
- Tremere antitribu (extintos)
- Ventrue antitribu
- Serpientes de la Luz
- Ahrimanes
- hermanos de sangre
- Heraldos de las Calaveras
- Kiasyd
- Pander

Líneas de Sangre independientes:
- Anda
- Baali
- Gárgolas
- Hijas de la cacofonía
- Hijos de Osiris
- Laibon
- Lamia (extintos)
- Lasombra antitribu
- Lhiannan (extintos)
- Nagaraja
- Salubri
- Samedi
- Tlacique (extintos en teoría, se sospecha que hay sobrevivientes)
- Verdaderos Brujah
- Seguidores de Anubis (paradero desconocido)

### Las Sectas
Todos los clanes, excepto los cinco independientes y un puñado de líneas de sangre, y algunos vástagos que reniegan de la Yihad y de las sociedad vampírica, pertenecen a una secta. Cada secta tiene sus propias ideas, objetivos y punto de vista diferente respecto a la forma adecuada de interacción con los humanos y de la mejor forma de mantener la supervivencia de la Estirpe (forma por la que se llaman a sí mismos como un todo).
Hay dos sectas principales: la Camarilla, y el Sabbat. La primera piensa que lo mejor es mezclarse con los humanos para que no noten su existencia y así poder controlarlos desde las sombras, mientras el Sabbat piensa que deben revelarse en su naturaleza depredadora y subyugar a la humanidad y gobernarla como el impotente y débil ganado que ellos dicen que es.
Luego hay otras distinciones menores, entre ellas los anarquistas, que a pesar de compartir parte de los ideales de humanidad y ocultación de la Camarilla, no aceptan que otro vampiro les de órdenes y los gobierne solo por ser más antiguo, ni que los maten por violar leyes que ellos no aceptan.
A los vampiros que pertenecen a una secta que no es la misma a la que pertenece el resto del clan se los denomina “antitribu”. Normalmente se trata de miembros de clanes de la Camarilla que se pasan al Sabbat, pero hay excepciones como el caso de los Lasombra.
En lo que se refiere a quienes se han separado del resto del clan sin unirse a otra secta, no se suele usar este término. Algunos que normalmente se llamarían antitribu han llegado al punto de considerarse una línea de sangre, como las Serpientes de la Luz, un grupo de Seguidores de Set que se unieron al Sabbat. El término se originó durante la Revuelta Anarquista, cuando los jóvenes anarquistas renunciaron a sus clanes y se volvieron contra sus antiguos.
Otro grupo es el Inconnu, un grupo misterioso formado por vástagos que al estar cansados de los actos de los más antiguos y más jóvenes vampiros, y también de la yihad tratan de mantenerse al margen de los demás llevando así a diversas conclusiones:
- Se mantienen en letargo para poder estar fácilmente apartados de los demás,
- Algunos creen que solo son vampiros tratando de alcanzar la Golconda,
- Y otros simplemente los confunden con los Antediluvianos.

La segunda es la opción más plausible, y la tercera es imposible, pues los Antediluvianos no se relacionan entre sí.
En los múltiples suplementos que conforman la metatrama de Vampiro, en ningún momento se explica que es realmente el Inconnu.

### Historia
La historia vampírica comienza cuando, según dice el Libro de Nod (libro inventado propio de este trasfondo), Caín mata a Abel; al cometer el primer asesinato Dios lo castiga, expulsándolo a la Tierra de Nod. Caín es condenado a no morir nunca y alimentarse de sangre, y al engendrar progenie esto se trasmitirá a su descendencia, transmitiendo así la maldición de Dios. Además, parte de su maldición es morar eternamente sobre la tierra, así que quienquiera que mate a Caín sufrirá siete veces el castigo de Dios, y para que se le reconozca y le teman Caín lleva una marca en la piel.
Cain, desamparado encuentra a Lilith, con quien transcurre una parte de su existencia y aprende a manipular su poder. Cuando ya no tiene nada que aprender de Lilith, la abandona y vuelve a las tierras que antes habitaba y crea la primera ciudad, Enoch. Aunque esta alcanza la gloria se siente solo, y descubre que puede crear a otros como él, y abraza (convierte) a Enoch, Zillad e Irad
Los tres chiquillos a su vez abrazan a otros 7 mortales (la tercera generación, los antediluvianos). Los antidiluvianos, nietos por así decirlo de Caín, diabolizan (se comen) a sus sires (quienes los abrazaron). Caín al verlo se enfada y maldice a cada uno de estos caníbales de un modo distinto, su mayor virtud se convierte en su mayor defecto, maldición que comparten con sus descendientes. Es decir, miembros de clan. Por ejemplo, el muy atractivo Nosferatu se vuelve en la imagen que todos conocen actualmente al oír Nosferatu. Viendo la aberración creada por su egoísmo, Caín prohíbe que vuelvan a abrazar a otros mortales y, de esa forma, detener la expansión de la maldición de Dios.
Debido a este acto, Dios nuevamente lo castiga causando el Diluvio. Luego de esto Caín se auto-exilia marchando al letargo, (descanso de un vampiro, es semejante a ser criogenizado) aprovechando la situación de vacío de poder, los Antediluvianos vuelven a abrazar, y sus chiquillos también, y estos a su vez. En este momento se crea la Segunda Ciudad y comienza la Yihad, una guerra que se ha prolongado a lo largo de los siglos hasta hoy en día.
Finalmente nace la ciudad de Cartago, liderada por los Brujah. Ahí los cainitas viven en armonía y convivencia con los humanos. Esta panacea no puede durar y finalmente Cartago cae. Nunca se borrará el odio de los Brujah hacia los Ventrue, quienes son responsables de llevar a Roma a destruir la ciudad.
En el siglo IX comienza la Edad Oscura. En ella los vampiros son menos reticentes a mostrarse como tales y gobiernan sobre la humanidad. Pero al cabo de un tiempo los mortales se rebelan guiados por la Iglesia, encontrando y enviando a la hoguera a los vampiros y otras muchas criaturas sobrenaturales. Los antiguos usan a sus chiquillos como carne de cañón para ganar tiempo y poder ocultarse. Los jóvenes quieren dejar de ser manipulados por sus antiguos pero tienen vínculos de sangre, un pacto por el que tienes dependencia y lealtad con quien te vincule. Los Tzimisce crean métodos por transfusiones con los que burlar esos pactos y poder combatir a los antiguos. Todos los jóvenes europeos se dirigen a España a la llamada Revuelta Anarquista liderada por los Brujah, ayudados por los Tzimitsce.
Finalmente, temiendo por su supervivencia, los antiguos y los chiquillos que todavía les son leales conforman la Camarilla. La fuerza de la Camarilla es muy superior a la de los anarquistas, por lo que los Brujah firman el Tratado de Thorns, y se da término a la Revuelta Anarquista. Los jóvenes Tzimisce y Lasombra (líderes natos del Sabbat) saben que no pueden esperar misericordia de sus antiguos por lo que se niegan, al igual que otros que deciden seguir leales a su causa. Después de doscientos años de presión los anarquistas vuelven desde Europa Oriental, esta vez llamándose Sabbat.
Y así continúa hasta los días modernos, con la Yihad luchándose en las sombras. Aunque de acuerdo al Libro de Nod esto durará poco, pues se acerca la Gehenna, la apocalíptica noche en que los míticos antediluvianos despertarán de los rincones más oscuros y remotos de la Tierra para castigar a todos los jóvenes vampiros, donde también, según algunos vástagos, los mortales serán destruidos. Todo esto ocurriría cuando la Yihad termine, lo que puede ocurrir muy pronto debido al tiempo de la sangre tenue (Vampiros débiles, Caitiff) que se ha visto progresar desde los inicios del siglo XX. Algunos creen que es una simple profecía sin sentido, otros tratan de detenerlo y otros esperan unirse al nuevo orden que surgirá de las cenizas cuando esto termine.

## Sistema de juego
Vampiro utiliza el sistema de juego original de White Wolf, el así llamado Sistema Narrativo.

## Ediciones en lengua española

### Primera edición
La primera edición original en inglés de Vampiro: la mascarada fue publicada en Estados Unidos en 1991. Fue traducida al español en 1992 y publicada en enero de 1993 por la hoy en día desaparecida editorial barcelonesa Diseños Orbitales.

### Segunda edición
La segunda edición original en inglés data de 1992. Fue traducida en 1994 por la editorial madrileña La Factoría de Ideas. Esta edición representó en España el inicio de la traducción y de la publicación de casi toda la serie de juegos de rol ambientados en el llamado Mundo de Tinieblas.

### Edición Revisada
La edición revisada del juego apareció en Estados Unidos en 1998. Fue traducida y publicada en español en 1999, de nuevo por La Factoría de Ideas.

### Edición 20 Aniversario
Trece años después, en 2011, los antiguos empleados de White Wolf que estaban trabajando para CCP Games (empresa poseedora de los derechos de Mundo de Tinieblas) sugirieron que, si bien la empresa llevaba nada menos que siete años sin publicar ningún libro de Vampiro: La Mascarada, era necesario hacer algo especial en conmemoración de su vigésimo aniversario. Así, nació Vampiro: La Mascarada 20.º Aniversario que, según sus propios creadores, es la edición definitiva de Vampiro, y el libro más ambicioso y de mejor calidad que White Wolf ha producido jamás.
Los derechos de traducción y publicación son comprados por Nosolorol Ediciones y Biblioteca Oscura de manera conjunta, lanzando un crowdfunding para ayudarse en la financiación a adquirir más derechos de Mundo de Tinieblas para futuras publicaciones revisadas. El crowdfunding finaliza el 19 de junio de 2014 con unos números que lo sitúan en uno de los más exitosos del panorama nacional.

### Quinta edición
Publicada en inglés en agosto de 2018 y en español en diciembre del mismo año, retoma la meta-trama original modificando algunos trasfondos como la -supuesta- Gehenna e implementando nuevas reglas para hacerlo un juego más apegado a la lucha intensa del vampiro por sobrevivir como individuo pese a su ansia sobrenatural de sangre y la constante pérdida de humanidad. Así mismo, esta edición presentó un avance histórico en la metatrama. Adicionalmente, presentó la publicación de dos libros de Sectas (Camarilla y Anarquistas), causando revuelo entre los fanáticos debido a la ausencia de reglas de juego para personajes de la otra secta clásica -el Sabbat-.
En enero fue publicada la traducción en español de la quinta edición, a cargo de NOSOLOROL.